# Municipio de Pleasant View (Kansas)
El municipio de Pleasant View (en inglés: Pleasant View Township) es un municipio ubicado en el condado de Cherokee en el estado estadounidense de Kansas. En el año 2010 tenía una población de 627 habitantes y una densidad poblacional de 4,62 personas por km².

## Geografía
El municipio de Pleasant View se encuentra ubicado en las coordenadas 37°15′55″N 94°40′28″O / 37.26528, -94.67444. Según la Oficina del Censo de los Estados Unidos, el municipio tiene una superficie total de 135.83 km², de la cual 135,64 km² corresponden a tierra firme y (0,14 %) 0,19 km² es agua.

## Demografía
Según el censo de 2010, había 627 personas residiendo en el municipio de Pleasant View. La densidad de población era de 4,62 hab./km². De los 627 habitantes, el municipio de Pleasant View estaba compuesto por el 96,33 % blancos, el 0,8 % eran afroamericanos, el 0,48 % eran amerindios y el 2,39 % eran de una mezcla de razas. Del total de la población el 2,55 % eran hispanos o latinos de cualquier raza.